# Tetrabrom-o-kresol
Tetrabrom-o-kresol ist eine chemische Verbindung, die sowohl zu den Halogenaromaten als auch zu den Phenolen zählt.

## Herstellung
Tetrabrom-o-kresol kann aus o-Kresol und elementarem Brom in Tetrachlorkohlenstoff oder Chloroform in Gegenwart von Eisen hergestellt werden.

## Eigenschaften
Mit Natriumnitrit in Eisessig bildet sich 3,4,5-Tribrom-6-nitro-o-kresol, das in gelben monoklinen Prismen kristallisiert und sich bei 156 °C zersetzt.
Das Acetylderivat, das bei der Reaktion mit Essigsäureanhydrid gebildet wird, kristallisiert in Nadeln und schmilzt bei 154 °C. Der Methylether, der durch Reaktion mit Dimethylsulfat hergestellt werden kann, schmilzt bei 140,5 °C.
Mit konzentrierter Salpetersäure bildet sich in der Hitze Tribrom-p-toluchinon.
Wird die Reaktion in Anwesenheit von Eisessig und in der Kälte durchgeführt bildet sich ein Zwischenprodukt, das mit ethanolischer Natriumhydroxidlösung in 3,5,6-Tribrom-4-nitro-o-kresol, das in farblosen, sich bei 177 °C zersetzenden Nadeln kristallisiert, überführt werden kann. Mit Eisen(III)-chlorid wird diese Verbindung ebenfalls zum Tribrom-p-toluchinon oxidiert. Reduktion der Nitroverbindung mit Zinn und Salzsäure führt zum 3,5,6-Tribrom-4-amino-o-kresol.
Mit Benzol werden in Gegenwart von Aluminiumchlorid zwei Bromatome abgespalten, es bildet sich 3,5-Dibrom-o-kresol. Dieses kann mit Salpetersäure leicht zum 3,5-Dibrom-4,6-dinitro-o-kresol (Schmelzpunkt 135 °C) nitriert werden. Wenn die Debromierung mit Zinkstaub und Eisessig durchgeführt wird, wird nur ein Bromatom abgespalten, es bildet sich 3,4,6-Tribrom-o-kresol.